# غلام‌رضا ثابت‌ایمانی
غلام‌رضا ثابت ایمانی (زادهٔ ۱۸ فروردین ۱۳۷۹ در لارستان) بازیکن فوتبال اهل ایران است که در پست هافبک میانی بازی می‌کند.

## دوران باشگاهی
کار خود را از باشگاه فوتبال پارس جنوبی جم آغاز کرد یک فصل برای این تیم بازی کرد در سال ۲۰۱۹ به مدت دو فصل به تیم فوتبال نیروی زمینی ملحق شد وبعد از دو فصل درخشان راهی تیم فوتبال پیکان شد.